# Сильна жінка Кан Нам Сун
«Сильна жінка Кан Нам Сун» (кор. 힘쎈여자 강남순) — південнокорейський серіал, що розповідає історію про три покоління у сім'ї сильних жінок — доньки, мати й бабусі та те, як вони допомагають розв'язати проблему наркобізнесу в районі Каннаму. Дія серіалу відбувається у тому ж всесвіті, що і «Сильна жінка То Бон Сун», де То Бон Сун є троюрідною сестрою для Кан Нам Сун. Серіал виходив на телеканалі JTBC щосуботи й щонеділі з 7 жовтня по 26 листопада 2023. У головних ролях Лі Ю Мі, Кім Чон Ин, Кім Хе Сук, Он Сон У та Пьон У Сок.

## Сюжет
У дитинстві у віці 5 років Кам Нам Сун поїхала із батьком до Монголії, де загубилася і почала жити у сім'ї монголів. Мати Нам Сун, Хван Ким Чу, почала розшукувати свою доньку і для цього започаткувала конкурс змагання із сили. Відтоді пройшло кілька років і Кан Нам Сун вирішує повернутися до Південної Кореї та знайти своїх батьків. У той час Лі Хва Джа проходить конкурс із сили та видає себе за Кан Нам Сун. По приїзді до Сеулу Нам Сун знайомиться з поліцейськими Хі Сіком, що в той час перевіряв літак на наявність контрабанди наркотиків. Хі Сік допомагає Нам Сун знайти її батьків, в той час як Лі Хва Джа тікає з будинку і затаює ненависть у своєму серці до Нам Сун. Пізніше вона починає працювати в «Туто». У Кореї різко зростає розповсюдження наркотиків та з'являється новий потужний наркотик, після вживання якого людина помирає через кілька днів. Для боротьби з цим Ким Чу розпочинає розслідування наркобізнесу та долучається до «Опуленції», яка надає інформацію, що з цим пов'язана компанія «Туто». Ким Чу стає інформатором для Хі Сіка, після чого Нам Сун і Хі Сік починають працювати під прикриттям в «Туто», щоб виявити наркотики.

## Акторський склад

### Головні ролі
- Лі Ю Мі як Кан Нам Сун/Кхан Цецег[10][11]

Вона є жінкою з надлюдською силою, яка в дитинстві загубилася в Монголії. Там її виховувала монгольська сім'я, після чого вона повернулася до Південної Кореї в пошуках своєї сім'ї. У Південній Кореї Нам Сун знайомиться з Кан Хі Сіком, що пізніше допомагає їй знайти своїх батьків. Після возз'єднання із батьками, вона приєднується до Кан Хі Сік у розслідуванні наркобізнесу, що процвітає в Кореї.
- Кім Чон Ин як Хван Ким Чу[10][11]

Вона є мати Нам Су і Нам Іна та володіє Кимчу Груп, куди входять кілька компаній таких як Кимчу Дейлі, Голд Блу тощо. Ким Чу із можливостями своїх статків прагне змінити світ на краще, а тому долучається до «Опуленція» та розслідує наркобізнес в Кореї, який пов'язаний з Туто.
- Кім Хе Сук як Кіль Чун Кан[10][11]

Вона є бабусею для Нам Сун та мамою для Ким Чу і Ким Тона. Її чоловік, Хван Кук Чон, зник 10 років тому, через що вона закохується в баристу Со Чун Хі, що працює у кав'ярні її онука Нам Іна, та починає з ним зустрічатися.
- Он Сон У як Кан Хі Сік[10][11]

Він є поліцейським детективом відділу розслідування наркотиків, що працює у відділі поліції Канхан. Під час обшуку літака, на якому мали перевозити наркотики, знайомиться із Нам Сун, якій допомагає знайти її батьків. Пізніше Хі Сік об'єднується із нею, щоб викрити наркобізнес, який пов'язаний із компанією Туто.
- Пьон У Сок як Рю Сі О[10][11]

Він є генеральним директором логістичної компанії Туто. Сі О зацікавлений в розробці нового синтетичного наркотику, що потенційно може давати людям надлюдські сили.

### Другорядні ролі

#### Люди навколо Кан Нам Сун
- Лі Син Джун як Кан Пон Ко[12]

Він є чоловіком Ким Чу та батьком для Нам Сун і Нам Ін та має власну фотостудію. Кілька років тому Пон Ко взяв Нам Сун із собою до Монголії, де вона загубилася. Через це Ким Чу розлучилася з ним і Пон Ко живе окремо від Ким Чу.
- Хан Сан Джо як Кан Нам Ін[13][12]

Він є братом Нам Сун і сином Пон Ко і Ким Чу. На відміну від Нам Сун, Нам Ін не має надлюдської сили, бо вона передається лише по жіночій лінії. Він багато їсть, а тому набрав вагу, що не сильно подобається його матері. Нам Іна володіє кав'ярнею, що розташована на першому поверсі в будівлі Кимчу Груп.
- Кім Кі Ду як Хван Ким Тон[14]

Він є братом Ким Чу та сином Чун Кан і Кук Чон. Ким Тон має слабке здоров'я, що він ледве може пересуватися, а тому переважно неактивний спосіб життя. Він пише власний роман.
- Чу У Дже як Чі Хьон Су[15]

Він є безхатченком, що тримається разом із Но Сон Сен. Вони зблизилися із Нам Сун, коли вона для них побудувала власний ґер.
- Пак Кьон Рі як Но Сон Сен[16]

Вона є безхатченкою, що тримається разом із Чі Хьон Су. Вони зблизилися із Нам Сун, коли вона для них побудувала власний ґер.

#### Відділ поліціїКанхана
- Йон Тхак як О Йон Тхак[17]

Він є партнером Хі Сіка у відділі розслідування наркотиків.
- Ю Ха Сон як Чін Сон Кю[18]

Він є наймолодшим в команді відділу розслідування наркотиків. Його псевдонім Чамма.
- Сон Чін У як Кім Сок Хо[19]

Він є членом відділу розслідування наркотиків, що раніше займався бойовими мистецтвами. Його псевдонім Ссипон.
- Чон Син Ґіль як Ха Тон Сок[20]

Він є керівником команди ВРН, що випадково під сів на новий синтетичний наркотик.
- Кім Сі Хьон як Йо Чі Хьон[21]

Вона є поліцейською у відділі поліції.

#### Люди навколо Хван Ким Чу
- Чхве Хі Джін як Лі Хва Джа[a]/Лі Мьон Хі[12]

Вона є самозванкою, що видала себе за Нам Сун, щоб пограбувати Ким Чу. Однак пізніше Хва Джа відмовляється від цієї ідеї та прагне назавжди стати донькою Ким Чу.
- О Чон Йон як Чон На Йон[22]

Вона є довіреною секретаркою Ким Чу, що допомагає реалізувати її плани.
- Акіра як Бред Сон/Сон Су Хьон[23]

Він є шахраєм, що маніпулює статками багатих жінок, які попалися на його зваблювання.
- Лі Чун Ок як Кім Нам Кіль[24]

Він є підопічним Ким Чу в компанії Голд Блу.

#### Люди навколо Кіль Чун Кан
- Чон По Сок як Со Чун Хі[25]

Він є баристою в кав'ярні Нам Іна. Його дружина кілька рокі тому померла, а тому Чун Хі закохався в Чун Кан і почав з нею зустрічатися.
- Ім Ха Рьон як Хван Кук Чон[26]

Він є чоловіком Чун Кан, що 10 років тому зник.

#### Люди навколо Рю Сі О
- Юн Сон Су як секретар Юн[27]

Він є секретарем Рю Сі О, що може вільно спілкуватися англійською мовою.
- Константін Власов як Кайл Александрос[28]

Він є російським тілоохоронцем Рю Сі О.
- Пак Хє На як пані Марія Кім[29]
- Хан Та Хі як Тері/Хан Мі Чон[30]

#### Інші
- Цегмід Церенболд як Хохо

Він є монгольським батьком для Нам Сун, що прихистив її разом зі своєю дружиною Золзаєю, коли вона загубилася в Монголії. Він є пастухом, що живе в ґері.
- Батдоржійн Батсум'яа як Золзая

Вона є монгольською матір'ю для Нам Сун, що прихистила її разом зі своїм чоловіком Хохо, коли вона загубилася в Монголії. Вона є пастухом, що живе в ґері.

### Допоміжні ролі
- Юн Со Хьон як менеджер Хо[12]
- Лі Чхан Хо як Нам Хон То[31]

Він є секретарем Бреда Сона.
- Кан Кіль У як доктор Чхве/Чхве Кі Те[32]

Він є доктором, що займається дослідження і створення нового синтетичного наркотику.
- Ха Тон Джун як головний бухгалтер Голд Блу[33]

### Особлива поява
- Кім Вон Хе як продавець держакової зброї (серія 1)[34]
- Пак По Йон як То Бон Сун (серія 3)[8]
- Пак Хьон Сік як Ан Мін Хьок (серія 3)[8]
- Чон Су Ґьон як мама Кан Хі Сік (серії 4, 16)[35]
- Лі Хон Не як Пінпін (серія 16)[36]
- О На Ра як Юн Хі (серія 16)[37]

## Оригінальні звукові доріжки

### Основний альбом
| Strong Girl Nam-soon (Original Television Soundtrack), Диск 1 | Strong Girl Nam-soon (Original Television Soundtrack), Диск 1 | Strong Girl Nam-soon (Original Television Soundtrack), Диск 1 | Strong Girl Nam-soon (Original Television Soundtrack), Диск 1    | Strong Girl Nam-soon (Original Television Soundtrack), Диск 1 | Strong Girl Nam-soon (Original Television Soundtrack), Диск 1 |
| #                                                             | Назва                                                         | Автор слів                                                    | Автор музики                                                     | Виконавець                                                    | Тривалість                                                    |
| ------------------------------------------------------------- | ------------------------------------------------------------- | ------------------------------------------------------------- | ---------------------------------------------------------------- | ------------------------------------------------------------- | ------------------------------------------------------------- |
| 1.                                                            | «SUPERPOWERS»                                                 | WARMIT                                                        | Ані Масінгга, Fuxxy, Аліна Сміт, Анналіз Мореллі, Джино Барлетта | ITZY                                                          | 2:55                                                          |
| 2.                                                            | «Be Your Love»                                                | Пак Соль, NOD                                                 | NOD, Пак Соль                                                    | Junggigo                                                      | 3:12                                                          |
| 3.                                                            | «S.O.S»                                                       | HUMBLER                                                       | HUMBLER, Поран, Джессіка П'єрпойнт, Кім Кі Джон                  | Йонйон                                                        | 3:12                                                          |
| 4.                                                            | «Love Blooms»                                                 | Кім Сі Он, Глен Чхве, Рене                                    | Глен Чхве, Кім Сі Он, Рене                                       | Мунбьоль (Mamamoo)                                            | 3:14                                                          |
| 5.                                                            | «WONDER WOMAN»                                                | YELO, pdly (MonoTree), Le'mon                                 | Кемі, pdly (MonoTree), YELO, Le'mon, De view, Wonder B           | Adora                                                         | 3:20                                                          |
| 6.                                                            | «I Wanna Fly»                                                 | LOOGONE, Хан Кьон Су                                          | LOOGONE, Хан Кьон Су, $$AM (PAPERMAKER)                          | Weeekly                                                       | 3:07                                                          |
| 19:00                                                         |                                                               |                                                               |                                                                  |                                                               |                                                               |

| Strong Girl Nam-soon (Original Television Soundtrack), Диск 2 | Strong Girl Nam-soon (Original Television Soundtrack), Диск 2 | Strong Girl Nam-soon (Original Television Soundtrack), Диск 2 | Strong Girl Nam-soon (Original Television Soundtrack), Диск 2 | Strong Girl Nam-soon (Original Television Soundtrack), Диск 2 |
| #                                                             | Назва                                                         | Автор музики                                                  | Виконавець                                                    | Тривалість                                                    |
| ------------------------------------------------------------- | ------------------------------------------------------------- | ------------------------------------------------------------- | ------------------------------------------------------------- | ------------------------------------------------------------- |
| 1.                                                            | «Strong Girl Nam-soon» (힘쎈여자 강남순)                      | Кемі, Пак Чон Хван                                            | Кемі, Пак Чон Хван                                            | 2:42                                                          |
| 2.                                                            | «Let's Run Around» (한바탕 달리자)                            | Чон Чхан Ун                                                   | Чон Чхан Ун                                                   | 2:30                                                          |
| 3.                                                            | «Mrs. Kil» (길중간)                                           | Пак Чон Хван, Shoon                                           | Пак Чон Хван, Shoon                                           | 2:30                                                          |
| 4.                                                            | «Can't Stop»                                                  | Лі Чун Хва                                                    | Лі Чун Хва                                                    | 1:54                                                          |
| 5.                                                            | «Let's Love» (우리 사랑해요)                                  | Кемі                                                          | Ra.L                                                          | 2:16                                                          |
| 6.                                                            | «Hero»                                                        | Лі Сон Ґу                                                     | Лі Сон Ґу                                                     | 2:01                                                          |
| 7.                                                            | «Let's Go» (황금주 출동)                                      | Хон Тон Пхьо                                                  | Хон Тон Пхьо                                                  | 2:28                                                          |
| 8.                                                            | «It's too Sad» (즙)                                           | Shoon                                                         | Shoon                                                         | 2:26                                                          |
| 9.                                                            | «MACARONI SONG» (마카로니쏭)                                  | Кемі, Лі Чун Хва                                              | Кан Сон Хо                                                    | 2:01                                                          |
| 10.                                                           | «An Explosive Sitiution» (일촉즉발)                           | Хон Тон Пхьо                                                  | Хон Тон Пхьо                                                  | 3:10                                                          |
| 11.                                                           | «Awekining» (각성)                                            | Пак Юн Со                                                     | Пак Юн Со                                                     | 3:10                                                          |
| 12.                                                           | «Woops» (앗)                                                  | Shoon                                                         | Shoon                                                         | 2:48                                                          |
| 13.                                                           | «Superheroine Landing»                                        | Чон Чхан Ун                                                   | Чон Чхан Ун                                                   | 3:56                                                          |
| 14.                                                           | «Absurd» (어이가 없네)                                        | Пак Чон Хван, Shoon                                           | Пак Чон Хван, Shoon                                           | 2:34                                                          |
| 15.                                                           | «Geum-Joo Seonji Hangover Soup» (황금주 선지해장국)           | Лі Чун Хва                                                    | Лі Чун Хва                                                    | 2:32                                                          |
| 16.                                                           | «Geum-Joo's Power» (금주의 파워)                              | Кемі, Пак Чон Хван                                            | Кемі, Пак Чон Хван                                            | 2:34                                                          |
| 17.                                                           | «All Right»                                                   | Лі Сон Ґу                                                     | Лі Сон Ґу                                                     | 2:19                                                          |
| 18.                                                           | «A native of Gangnam» (강남토박이)                            | Чон Чхан Ун                                                   | Чон Чхан Ун                                                   | 2:22                                                          |
| 19.                                                           | «Where is Namsooon» (우리 남순이는 지금 어디있나요?)          | Лі Чун Хва                                                    | Лі Чун Хва                                                    | 2:11                                                          |
| 20.                                                           | «In Time»                                                     | Пак Чон Хван                                                  | Пак Чон Хван                                                  | 2:26                                                          |
| 21.                                                           | «Everyone Meets» (모두가 만났다)                              | Хон Тон Пхьо                                                  | Хон Тон Пхьо                                                  | 3:15                                                          |
| 22.                                                           | «Power Up» (파워업)                                           | Кемі, Пак Чон Хван                                            | Кемі, Пак Чон Хван                                            | 2:08                                                          |
| 23.                                                           | «Crime»                                                       | Пак Юн Со                                                     | Пак Юн Со                                                     | 3:08                                                          |
| 24.                                                           | «Rise Out»                                                    | Лі Сон Ґу                                                     | Лі Сон Ґу                                                     | 3:05                                                          |
| 25.                                                           | «A Good Heart» (따뜻한 마음)                                  | Shoon                                                         | Shoon                                                         | 2:23                                                          |
| 1:04:49                                                       |                                                               |                                                               |                                                               |                                                               |

### Альбом фонової музики
| Strong Girl Nam-soon (Original Television Soundtrack) BGM | Strong Girl Nam-soon (Original Television Soundtrack) BGM | Strong Girl Nam-soon (Original Television Soundtrack) BGM | Strong Girl Nam-soon (Original Television Soundtrack) BGM | Strong Girl Nam-soon (Original Television Soundtrack) BGM | Strong Girl Nam-soon (Original Television Soundtrack) BGM |
| #                                                         | Назва                                                     | Автор слів                                                | Автор музики                                              | Виконавець                                                | Тривалість                                                |
| --------------------------------------------------------- | --------------------------------------------------------- | --------------------------------------------------------- | --------------------------------------------------------- | --------------------------------------------------------- | --------------------------------------------------------- |
| 1.                                                        | «Imma Get You»                                            |                                                           | Лі Чун Хва                                                | Лі Чун Хва                                                | 2:20                                                      |
| 2.                                                        | «Gangs»                                                   |                                                           | Лі Чун Хва                                                | Лі Чун Хва                                                | 0:59                                                      |
| 3.                                                        | «최종보스»                                                |                                                           | Чон Чхан Ун                                               | Чон Чхан Ун                                               | 3:55                                                      |
| 4.                                                        | «The Devil 1»                                             |                                                           | Пак Чон Хван, Shoon                                       | Пак Чон Хван, Shoon                                       | 2:23                                                      |
| 5.                                                        | «Rush»                                                    |                                                           | Кемі                                                      | Кемі                                                      | 2:17                                                      |
| 6.                                                        | «Drug»                                                    |                                                           | Кемі                                                      | Кемі                                                      | 2:05                                                      |
| 7.                                                        | «Don't Stop»                                              |                                                           | Лі Сон Ґу                                                 | Лі Сон Ґу                                                 | 2:13                                                      |
| 8.                                                        | «황금주의 긴장»                                           |                                                           | Кемі                                                      | Кемі                                                      | 2:03                                                      |
| 9.                                                        | «Close To Me»                                             |                                                           | Лі Чун Хва                                                | Лі Чун Хва                                                | 2:56                                                      |
| 10.                                                       | «Deep Darkness»                                           |                                                           | Shoon                                                     | Shoon                                                     | 3:14                                                      |
| 11.                                                       | «뽕 커플»                                                 |                                                           | Кемі, Чон Чхан Ун                                         | Кемі, Чон Чхан Ун                                         | 3:38                                                      |
| 12.                                                       | «뒤뚱뒤뚱»                                                |                                                           | Чон Чхан Ун                                               | Чон Чхан Ун                                               | 2:34                                                      |
| 13.                                                       | «황금주»                                                  |                                                           | Кемі, Пак Чон Хван                                        | Кемі, Пак Чон Хван                                        | 3:05                                                      |
| 14.                                                       | «힘»                                                      |                                                           | Кемі, Пак Чон Хван, Shoon                                 | Кемі, Пак Чон Хван, Shoon                                 | 2:45                                                      |
| 15.                                                       | «Synthetic Drugs»                                         |                                                           | Чон Чхан Ун                                               | Чон Чхан Ун                                               | 3:30                                                      |
| 16.                                                       | «어색하게»                                                |                                                           | Shoon                                                     | Shoon                                                     | 2:34                                                      |
| 17.                                                       | «Abyss»                                                   |                                                           | Чон Чхан Ун                                               | Чон Чхан Ун                                               | 2:28                                                      |
| 18.                                                       | «Siege Net»                                               |                                                           | Чон Чхан Ун                                               | Чон Чхан Ун                                               | 3:04                                                      |
| 19.                                                       | «Beta Test»                                               |                                                           | Пак Чон Хван, Shoon                                       | Пак Чон Хван, Shoon                                       | 2:29                                                      |
| 20.                                                       | «마약 밀매»                                               |                                                           | Хон Тон Пхьо                                              | Хон Тон Пхьо                                              | 2:38                                                      |
| 21.                                                       | «Perseverance»                                            |                                                           | Чон Чхан Ун                                               | Чон Чхан Ун                                               | 2:39                                                      |
| 22.                                                       | «Don't Cha»                                               |                                                           | Лі Чун Хва                                                | Лі Чун Хва                                                | 2:42                                                      |
| 23.                                                       | «Anytime»                                                 |                                                           | Лі Сон Ґу                                                 | Лі Сон Ґу                                                 | 3:16                                                      |
| 24.                                                       | «정신 없음 1»                                             |                                                           | Кемі                                                      | Кемі                                                      | 2:43                                                      |
| 25.                                                       | «K-Girl»                                                  |                                                           | Shoon                                                     | Shoon                                                     | 2:04                                                      |
| 26.                                                       | «연적»                                                    |                                                           | Чон Чхан Ун                                               | Чон Чхан Ун                                               | 2:31                                                      |
| 27.                                                       | «Suspicious Minds»                                        |                                                           | Кемі, Лі Чун Хва                                          | Кемі, Лі Чун Хва                                          | 3:20                                                      |
| 28.                                                       | «집안의 내력»                                             |                                                           | Лі Чун Хва                                                | Лі Чун Хва                                                | 2:40                                                      |
| 29.                                                       | «The Devil 2»                                             |                                                           | Пак Чон Хван, Shoon                                       | Пак Чон Хван, Shoon                                       | 2:28                                                      |
| 30.                                                       | «추적»                                                    |                                                           | Хон Тон Пхьо                                              | Хон Тон Пхьо                                              | 3:06                                                      |
| 31.                                                       | «Happen»                                                  |                                                           | Кемі                                                      | Кемі                                                      | 1:43                                                      |
| 32.                                                       | «꼭꼭 숨어라»                                             |                                                           | Чон Чхан Ун                                               | Чон Чхан Ун                                               | 2:12                                                      |
| 33.                                                       | «내일을 바라보며»                                         |                                                           | Чон Чхан Ун                                               | Чон Чхан Ун                                               | 4:22                                                      |
| 34.                                                       | «어지럼증»                                                |                                                           | Пак Чон Хван                                              | Пак Чон Хван                                              | 2:25                                                      |
| 35.                                                       | «The Devil 3»                                             |                                                           | Пак Чон Хван, Shoon                                       | Пак Чон Хван, Shoon                                       | 3:09                                                      |
| 36.                                                       | «A Pure Story»                                            |                                                           | Чон Чхан Ун                                               | Чон Чхан Ун                                               | 4:04                                                      |
| 37.                                                       | «추리»                                                    |                                                           | Кемі, Пак Чон Хван                                        | Кемі, Пак Чон Хван                                        | 2:20                                                      |
| 38.                                                       | «저를 전적으로 믿으셔야 합니다»                           |                                                           | Лі Чун Хва                                                | Лі Чун Хва                                                | 2:08                                                      |
| 39.                                                       | «Funky Step»                                              |                                                           | Чон Чхан Ун                                               | Чон Чхан Ун                                               | 2:37                                                      |
| 40.                                                       | «유혹»                                                    |                                                           | Хон Тон Пхьо                                              | Хон Тон Пхьо                                              | 1:16                                                      |
| 41.                                                       | «각설이 타령»                                             |                                                           | Кемі, Shoon                                               | Кемі, Shoon                                               | 2:40                                                      |
| 42.                                                       | «마약의 늪»                                               |                                                           | Пак Чон Хван, Shoon                                       | Пак Чон Хван, Shoon                                       | 2:30                                                      |
| 43.                                                       | «기억의 저편»                                             |                                                           | Хон Тон Пхьо                                              | Хон Тон Пхьо                                              | 1:50                                                      |
| 44.                                                       | «보고 싶다»                                               |                                                           | Кемі                                                      | Кемі                                                      | 3:09                                                      |
| 45.                                                       | «Villain»                                                 |                                                           | Кемі, Пак Чон Хван                                        | Кемі, Пак Чон Хван                                        | 2:39                                                      |
| 46.                                                       | «Love Heart»                                              |                                                           | Кемі                                                      | Кемі                                                      | 2:41                                                      |
| 47.                                                       | «어찌된 거지»                                             |                                                           | Пак Чон Хван, Shoon                                       | Пак Чон Хван, Shoon                                       | 2:32                                                      |
| 48.                                                       | «Elegance»                                                |                                                           | Leto                                                      | Leto                                                      | 3:36                                                      |
| 49.                                                       | «그리움»                                                  |                                                           | Shoon                                                     | Shoon                                                     | 2:37                                                      |
| 50.                                                       | «Tension 1»                                               |                                                           | Кемі                                                      | Кемі                                                      | 1:47                                                      |
| 51.                                                       | «Rush»                                                    |                                                           | Кемі, Лі Чун Хва                                          | Кемі, Лі Чун Хва                                          | 2:39                                                      |
| 52.                                                       | «Peaceful Days»                                           |                                                           | Чон Чхан Ун                                               | Чон Чхан Ун                                               | 2:55                                                      |
| 53.                                                       | «Tension 2»                                               |                                                           | Кемі                                                      | Кемі                                                      | 2:55                                                      |
| 54.                                                       | «잠입수사»                                                |                                                           | Кемі, Чон Чхан Ун                                         | Кемі, Чон Чхан Ун                                         | 2:30                                                      |
| 55.                                                       | «Who R U»                                                 |                                                           | Лі Чун Хва                                                | Лі Чун Хва                                                | 3:00                                                      |
| 56.                                                       | «Macaroni Song»                                           | Лі Чун Хва                                                | Кемі, Лі Чун Хва                                          | Кемі, Лі Чун Хва                                          | 2:03                                                      |
| 57.                                                       | «류시오»                                                  |                                                           | Пак Чон Хван, Shoon                                       | Пак Чон Хван, Shoon                                       | 2:23                                                      |
| 58.                                                       | «큰 위기»                                                 |                                                           | Пак Чон Хван, Shoon                                       | Пак Чон Хван, Shoon                                       | 2:50                                                      |
| 59.                                                       | «Transient»                                               |                                                           | Лі Чун Хва                                                | Лі Чун Хва                                                | 3:11                                                      |
| 60.                                                       | «힘이라는 건»                                             |                                                           | Кемі, Пак Чон Хван                                        | Кемі, Пак Чон Хван                                        | 2:30                                                      |
| 61.                                                       | «Niggle Niggle»                                           |                                                           | Чон Чхан Ун                                               | Чон Чхан Ун                                               | 2:21                                                      |
| 62.                                                       | «지현수와 노선생»                                         |                                                           | Пак Чон Хван, Shoon                                       | Пак Чон Хван, Shoon                                       | 2:10                                                      |
| 63.                                                       | «뻘쭘»                                                    |                                                           | Кемі                                                      | Кемі                                                      | 2:03                                                      |
| 64.                                                       | «안녕하세요»                                              |                                                           | Лі Чун Хва                                                | Лі Чун Хва                                                | 2:28                                                      |
| 65.                                                       | «내 눈을 바라보세요»                                      |                                                           | Лі Чун Хва                                                | Лі Чун Хва                                                | 1:49                                                      |
| 66.                                                       | «정신 없음 2»                                             |                                                           | Кемі                                                      | Кемі                                                      | 2:26                                                      |
| 2:53:09                                                   |                                                           |                                                           |                                                           |                                                           |                                                           |

### Альбом частинами
| Strong Girl Nam-soon (Original Television Soundtrack), Part 1 | Strong Girl Nam-soon (Original Television Soundtrack), Part 1 | Strong Girl Nam-soon (Original Television Soundtrack), Part 1 | Strong Girl Nam-soon (Original Television Soundtrack), Part 1    | Strong Girl Nam-soon (Original Television Soundtrack), Part 1 | Strong Girl Nam-soon (Original Television Soundtrack), Part 1 |
| #                                                             | Назва                                                         | Автор слів                                                    | Автор музики                                                     | Виконавець                                                    | Тривалість                                                    |
| ------------------------------------------------------------- | ------------------------------------------------------------- | ------------------------------------------------------------- | ---------------------------------------------------------------- | ------------------------------------------------------------- | ------------------------------------------------------------- |
| 1.                                                            | «SUPERPOWERS»                                                 | WARMIT                                                        | Ані Масінгга, Fuxxy, Аліна Сміт, Анналіз Мореллі, Джино Барлетта | ITZY                                                          | 2:55                                                          |
| 2.                                                            | «SUPERPOWERS (Inst.)»                                         |                                                               | Ані Масінгга, Fuxxy, Аліна Сміт, Анналіз Мореллі, Джино Барлетта | ITZY                                                          | 2:55                                                          |

| Strong Girl Nam-soon (Original Television Soundtrack), Part 2 | Strong Girl Nam-soon (Original Television Soundtrack), Part 2 | Strong Girl Nam-soon (Original Television Soundtrack), Part 2 | Strong Girl Nam-soon (Original Television Soundtrack), Part 2 | Strong Girl Nam-soon (Original Television Soundtrack), Part 2 | Strong Girl Nam-soon (Original Television Soundtrack), Part 2 |
| #                                                             | Назва                                                         | Автор слів                                                    | Автор музики                                                  | Виконавець                                                    | Тривалість                                                    |
| ------------------------------------------------------------- | ------------------------------------------------------------- | ------------------------------------------------------------- | ------------------------------------------------------------- | ------------------------------------------------------------- | ------------------------------------------------------------- |
| 1.                                                            | «Be Your Love»                                                | Пак Соль, NOD                                                 | NOD, Пак Соль                                                 | Junggigo                                                      | 3:12                                                          |
| 2.                                                            | «Be Your Love (Inst.)»                                        |                                                               | NOD, Пак Соль                                                 | Junggigo                                                      | 3:12                                                          |

| Strong Girl Nam-soon (Original Television Soundtrack), Part 3 | Strong Girl Nam-soon (Original Television Soundtrack), Part 3 | Strong Girl Nam-soon (Original Television Soundtrack), Part 3 | Strong Girl Nam-soon (Original Television Soundtrack), Part 3 | Strong Girl Nam-soon (Original Television Soundtrack), Part 3 | Strong Girl Nam-soon (Original Television Soundtrack), Part 3 |
| #                                                             | Назва                                                         | Автор слів                                                    | Автор музики                                                  | Виконавець                                                    | Тривалість                                                    |
| ------------------------------------------------------------- | ------------------------------------------------------------- | ------------------------------------------------------------- | ------------------------------------------------------------- | ------------------------------------------------------------- | ------------------------------------------------------------- |
| 1.                                                            | «S.O.S»                                                       | HUMBLER                                                       | HUMBLER, Поран, Джессіка П'єрпойнт, Кім Кі Джон               | Йонйон                                                        | 3:12                                                          |
| 2.                                                            | «S.O.S (Inst.)»                                               |                                                               | HUMBLER, Поран, Джессіка П'єрпойнт, Кім Кі Джон               | Йонйон                                                        | 3:12                                                          |

| Strong Girl Nam-soon (Original Television Soundtrack), Part 4 | Strong Girl Nam-soon (Original Television Soundtrack), Part 4 | Strong Girl Nam-soon (Original Television Soundtrack), Part 4 | Strong Girl Nam-soon (Original Television Soundtrack), Part 4 | Strong Girl Nam-soon (Original Television Soundtrack), Part 4 | Strong Girl Nam-soon (Original Television Soundtrack), Part 4 |
| #                                                             | Назва                                                         | Автор слів                                                    | Автор музики                                                  | Виконавець                                                    | Тривалість                                                    |
| ------------------------------------------------------------- | ------------------------------------------------------------- | ------------------------------------------------------------- | ------------------------------------------------------------- | ------------------------------------------------------------- | ------------------------------------------------------------- |
| 1.                                                            | «Love Blooms»                                                 | Кім Сі Он, Глен Чхве, Рене                                    | Глен Чхве, Кім Сі Он, Рене                                    | Мунбьоль (Mamamoo)                                            | 3:14                                                          |
| 2.                                                            | «Love Blooms (Inst.)»                                         |                                                               | Глен Чхве, Кім Сі Он, Рене                                    | Мунбьоль (Mamamoo)                                            | 3:14                                                          |

| Strong Girl Nam-soon (Original Television Soundtrack), Part 5 | Strong Girl Nam-soon (Original Television Soundtrack), Part 5 | Strong Girl Nam-soon (Original Television Soundtrack), Part 5 | Strong Girl Nam-soon (Original Television Soundtrack), Part 5 | Strong Girl Nam-soon (Original Television Soundtrack), Part 5 | Strong Girl Nam-soon (Original Television Soundtrack), Part 5 |
| #                                                             | Назва                                                         | Автор слів                                                    | Автор музики                                                  | Виконавець                                                    | Тривалість                                                    |
| ------------------------------------------------------------- | ------------------------------------------------------------- | ------------------------------------------------------------- | ------------------------------------------------------------- | ------------------------------------------------------------- | ------------------------------------------------------------- |
| 1.                                                            | «WONDER WOMAN»                                                | YELO, pdly (MonoTree), Le'mon                                 | Кемі, pdly (MonoTree), YELO, Le'mon, De view, Wonder B        | Adora                                                         | 3:20                                                          |
| 2.                                                            | «WONDER WOMAN»                                                |                                                               | Кемі, pdly (MonoTree), YELO, Le'mon, De view, Wonder B        | Adora                                                         | 3:20                                                          |

| Strong Girl Nam-soon (Original Television Soundtrack), Part 6 | Strong Girl Nam-soon (Original Television Soundtrack), Part 6 | Strong Girl Nam-soon (Original Television Soundtrack), Part 6 | Strong Girl Nam-soon (Original Television Soundtrack), Part 6 | Strong Girl Nam-soon (Original Television Soundtrack), Part 6 | Strong Girl Nam-soon (Original Television Soundtrack), Part 6 |
| #                                                             | Назва                                                         | Автор слів                                                    | Автор музики                                                  | Виконавець                                                    | Тривалість                                                    |
| ------------------------------------------------------------- | ------------------------------------------------------------- | ------------------------------------------------------------- | ------------------------------------------------------------- | ------------------------------------------------------------- | ------------------------------------------------------------- |
| 1.                                                            | «I Wanna Fly»                                                 | LOOGONE, Хан Кьон Су                                          | LOOGONE, Хан Кьон Су, $$AM (PAPERMAKER)                       | Weeekly                                                       | 3:07                                                          |
| 2.                                                            | «I Wanna Fly»                                                 |                                                               | LOOGONE, Хан Кьон Су, $$AM (PAPERMAKER)                       | Weeekly                                                       | 3:07                                                          |

## Рейтинги
Найнижчі рейтинги позначені синім кольором, а найвищі — червоним кольором.
| Серія            | Дата показу       | Назва серії                    | Середнє значення кількості переглядів (Nielsen Korea) | Середнє значення кількості переглядів (Nielsen Korea) |
| Серія            | Дата показу       | Назва серії                    | Загальнонаціональні                                   | Сеул                                                  |
| ---------------- | ----------------- | ------------------------------ | ----------------------------------------------------- | ----------------------------------------------------- |
| 1                | 7 жовтня 2023     | Народження Сильної жінки       | 4,296 % (1-ше)                                        | 4,822 % (1-ше)                                        |
| 2                | 8 жовтня 2023     | Каннам, ось і я                | 6,062 % (1-ше)                                        | 5,848 % (1-ше)                                        |
| 3                | 14 жовтня 2023    | Три покоління                  | 8,002 % (1-ше)                                        | 8,950 % (1-ше)                                        |
| 4                | 15 жовтня 2023    | Возз'єднання                   | 9,760 % (1-ше)                                        | 10,547 % (1-ше)                                       |
| 5                | 21 жовтня 2023    | Месниця Сеула                  | 7,278 % (1-ше)                                        | 7,928 % (1-ше)                                        |
| 6                | 22 жовтня 2023    | Таємниця Х                     | 8,096 % (1-ше)                                        | 8,402 % (1-ше)                                        |
| 7                | 28 жовтня 2023    | Місячна веселка                | 7,344 % (1-ше)                                        | 8,395 % (1-ше)                                        |
| 8                | 29 жовтня 2023    | Світло й тінь Каннама          | 8,472 % (1-ше)                                        | 9,050 % (1-ше)                                        |
| 9                | 4 листопада 2023  | Корінь пороку                  | 7,139 % (1-ше)                                        | 7,688 % (1-ше)                                        |
| 10               | 5 листопада 2023  | Дублерки                       | 8,720 % (1-ше)                                        | 9,292 % (1-ше)                                        |
| 11               | 11 листопада 2023 | Переламний момент              | 7,571 % (1-ше)                                        | 7,890 % (1-ше)                                        |
| 12               | 12 листопада 2023 | Діамант ріже діамант           | 8,474 % (1-ше)                                        | 9,014 % (1-ше)                                        |
| 13               | 18 листопада 2023 | Урятувати морських зайчиків    | 7,381 % (1-ше)                                        | 8,294 % (1-ше)                                        |
| 14               | 19 листопада 2023 | Попереджене кровопролиття      | 8,986 % (1-ше)                                        | 9,553 % (1-ше)                                        |
| 15               | 25 листопада 2023 | Сильна жінка Кан Нам Сун       | 8,989 % (1-ше)                                        | 9,605 % (1-ше)                                        |
| 16               | 26 листопада 2023 | В ім'я любові й справедливості | 10,420 % (1-ше)                                       | 11,108 % (1-ше)                                       |
| Середнє значення | Середнє значення  | Середнє значення               | 7,937 %                                               | 8,524 %                                               |

## Виноски
1. ↑  В оригіналі її кор. 리화자, що мало транслітеруватися як Рі Хва Джа, однак в статті використано ім'я з офіційного перекладу від Netflix.
2. ↑  Вказана сукупна тривалість всіх 6 альбомів.